# GOM Player
GOM Player (Gretech Online Movie Player) is een gratis mediaspeler ontwikkeld door het Koreaanse Gretech.
De mediaspeler onderscheidt zich doordat hij geleverd wordt met veel ingebouwde codecs en waar onverhoopt geen codec voor aanwezig is, kan deze via een automatisch zoeksysteem binnengehaald worden. Ook kan GOM Player overweg met onvoltooide en beschadigde bestanden en heeft deze functie gepatenteerd. Verder gebruikt de speler erg weinig systeembronnen en worden veel verschillende ondertitelingsformaten ondersteund.
De reden dat er een klauw van een beer gebruikt wordt als logo is omdat GOM (곰) in het Koreaans beer betekent.

## Ondersteunde video/audioformaten
Video formatenMPEG-1, MPEG-4 Part 2, H.263(+), H.264 (MPEG-4 AVC), MSVIDC, MS MPEG4 V1/2/3, FLV1, MJPEG
Audio formatenVorbis, AMR, QCELP, EVRC

## GOM TV
In Korea is ook GOM TV beschikbaar. Dit is daar de meest populaire manier voor streaming televisie. Deze GOM TV service biedt gebruikers een verscheidenheid aan video's, variërend van National Geographic-documentaires tot televisieseries, van grote film producties en meerderjarige video's.
Tot versie 2.1.9 kon met de Engelse versie ook het StarLeague-kanaal bekeken worden waarop StarCraft-wedstrijden uitgezonden werden die in Zuid-Korea gehouden werden.

## Codec Finder
Als een video geen beeld laat zien en/of geen geluid laat horen dan komt dit hoogstwaarschijnlijk omdat de juiste codec ontbreekt. De Codec Finder kan deze in veel gevallen opzoeken en opent in de browser een pagina waar een opensourcecodec gedownload kan worden om zo toch de video af te kunnen spelen.